# Pothyne suturella
Pothyne suturella är en skalbaggsart som beskrevs av Stefan von Breuning 1942. Pothyne suturella ingår i släktet Pothyne och familjen långhorningar. Inga underarter finns listade i Catalogue of Life.